# Hamme

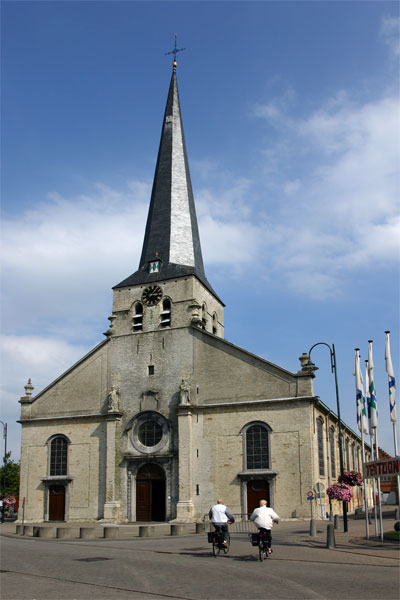
Església

Hamme és un municipi de Bèlgica, situat al Durme a la província de Flandes Oriental, que forma part de la regió flamenca. Avui té uns 23.400 habitants.

## Geografia
A més de Hamme hi ha els nuclis Moerzeke, Zogge, Kastel i Sint-Anna.
Avall d'Hamme fins a la desembocadura amb l'Escalda, el Durme hi queda navegable de Classe I per 4,8 km, però no té gaire importància per a la navegació comercial.

## Monuments, museus, parcs naturals

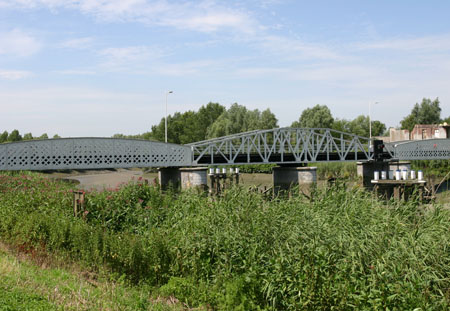
El pont al Durme, dit Mirabrug

- Església Sant Pere de 1740 amb la seva torre occidental del segle xii en estil romànic.
- El parc natural del Lippenbroek: un experiment de recrear els prats húmids, sotmésos a la marea de l'Escalda.
- El pont al Durme dit Mirabrug, segons el nom del personatge principal del film «Mira», inspirat de la novel·la De Teleurgang van de Waterhoek de l'escriptor Stijn Streuvels, com que el pont original d'Avelgem s'havia reemplaçat per un pont modern.
- El Museu van Bogaert-Wauters és un museu arqueològic de la regió de l'Escalda i del Durme, en una antiga malteria i fàbrica de cervesa. Conté una col·lecció d'artefactes des de la prehistòria fins al segle xvii.

## Fills predilectes de Hamme
- Ferdinand Bracke, ciclista
- Jules De Brouwer, polític
- Herman Brusselmans, escriptor
- Amaat Joos, especialista d'història local
- Edward Poppe a Moerzeke
- Filip De Pillecijn, escriptor
- Kristel Verbeke, actriu